# Уелингтън (остров)
Вижте пояснителната страница за други значения на Уелингтън.
Уелингтън (на испански: Isla Wellington) е остров в югоизточната част на Тихия океан, един от най-големите острови в Чилийския архипелаг, владение на Чили. Разположен е почти по средата на архипелага, на запад от брега на континента, от който го отделят протоците Месие на север и Уайд на юг. На север протокът Адалберт го отделя от остров Литъл Уелингтън, на запад протоците Фальос, Машадо, Ернан Галего и Ладрилеро – от островите Кампана, Ореля, Ангамос и Стош, на югозапад протокът Пиктън – от остров Морнингтън, а на юг протокът Тринидад – от остров Мадре де Диос. Площта му възлиза на 5556 km, дължината му от север на юг е 157 km, а ширината – до 78 km. Дължината на бреговата му линия е 1597 km и е силно разчленена (особено на запад, югозапад и юг), осеяна с десетки големи и малки фиорди и заливи (по подробно виж приложените топографски карти в източниците). Остров Уелингтън е с континентален произход и е продължение на планинската верига на Бреговите Кордилери. Годишната сума на валежите е много голяма (до 9000 mm) и той е едно от най-влажните места на Земята. Покрит е с гъсти смесени гори. На източния му бряг е разположено малкото селище Пуерто Еден, в което живеят 250 души, основният поминък на които е риболовът и дърводобивът.